# 1856 en littérature
| Années de la littérature : 1853 - 1854 - 1855 - 1856 - 1857 - 1858 - 1859    |
| Décennies de la littérature : 1820 - 1830 - 1840 - 1850 - 1860 - 1870 - 1880 |

Cet article présente les faits marquants de l'année 1856 en littérature.

## Presse
- Edmond Duranty fonde la revue Réalisme.

## Parutions

### Essais
- Étienne Cabet (socialiste utopiste, 1788-1856) : Allons en Icarie : deux ouvriers isérois aux États-Unis en 1856. (Presses Universitaires de Grenoble, 2002)
- Daniel B. Haneberg (trad. Goschler), Histoire de la Révélation biblique, Paris, J. Lecoffre et Cie, 2 vol. in-octavo
- Alphonse de Lamartine : Cours familier de littérature (1856-1869).
- Alexis de Tocqueville : L’Ancien Régime et la Révolution.

### Poésie
- Victor Hugo : Les Contemplations

### Romans
- Herman Melville : Les Contes de la véranda, recueil de contes.
- Piotr Erchov : Le Petit Cheval bossu conte écrit en 1834, publié en 1856.

#### Auteurs francophones
- Honoré de Balzac : Les Petits Bourgeois laissé inachevé à sa mort et achevé par Charles Rabou. Le Comte de Sallenauve, deuxième partie du Député d'Arcis.
- Victor Hugo, le romancier français, alors en exil compose, Les Misérables.
- Gustave Flaubert : Madame Bovary (octobre).
- Théophile Gautier : Avatar et Jettatura nouvelles fantastiques publiées dans Le Moniteur universel.

#### Auteurs traduits
- Edgar Allan Poe (anglais) : Histoires extraordinaires (par Charles Baudelaire)
- Ivan Tourgueniev (russe) : Roudine.
- Mikhaïl Saltykov-Chtchedrine (russe) : Esquisses d’une préfecture.

## Littérature belge
En 1856, fut fondée, à Liège, une Société liégeoise de Littérature wallonne qui s’était donné pour mission de promouvoir les productions littéraires en wallon local. À l’époque, on avait déjà pris conscience des richesses de la culture régionale, mais aussi des dangers que cette dernière courait face à l’évolution sociale.
Très rapidement, cette Société a élargi son champ d’action à la Wallonie entière et à tous les domaines relatifs aux langues régionales qui y sont parlées. Outre le wallon, elle s’est donc intéressée au champenois, au lorrain et au picard. Cet élargissement est d’ailleurs clairement exprimé dans son appellation actuelle : Société de Langue et de Littérature wallonnes (S.L.L.W.) aujourd’hui constituée sous forme d’A.S.B.L.. Fonctionnant comme une académie, mais sans en porter le nom, elle compte quarante membres titulaires originaires de toutes les parties de la Wallonie, des écrivains, des dramaturges, des linguistes qui consacrent leurs activités à ces langues régionales romanes réclamant plus que jamais défense et illustration.
Dès sa création, la Société a considéré que cette défense et cette illustration devaient se concrétiser avant tout par l’édition d’ouvrages de qualité. Elle poursuit actuellement cette même politique éditoriale en faisant paraître Les dialectes de Wallonie, une revue consacrée aux recherches en matière linguistique, la collection Littérature dialectale d’aujourd’hui qui témoigne de la richesse de la production littéraire contemporaine en lorrain, picard ou wallon, la collection Classiques wallons et, depuis peu, la série Mémoire wallonne, destinée à commémorer les personnalités qui ont illustré les langues régionales de Wallonie livrant des textes à redécouvrir.

## Naissances
- 17 février : J.-H. Rosny aîné à Bruxelles.

## Décès
- 17 février : Heinrich Heine, poète lyrique et journaliste allemand d’origine juive (° 1797).
- 6 mai : William Hamilton, philosophe écossais (° 1788).